# 出雲阿国

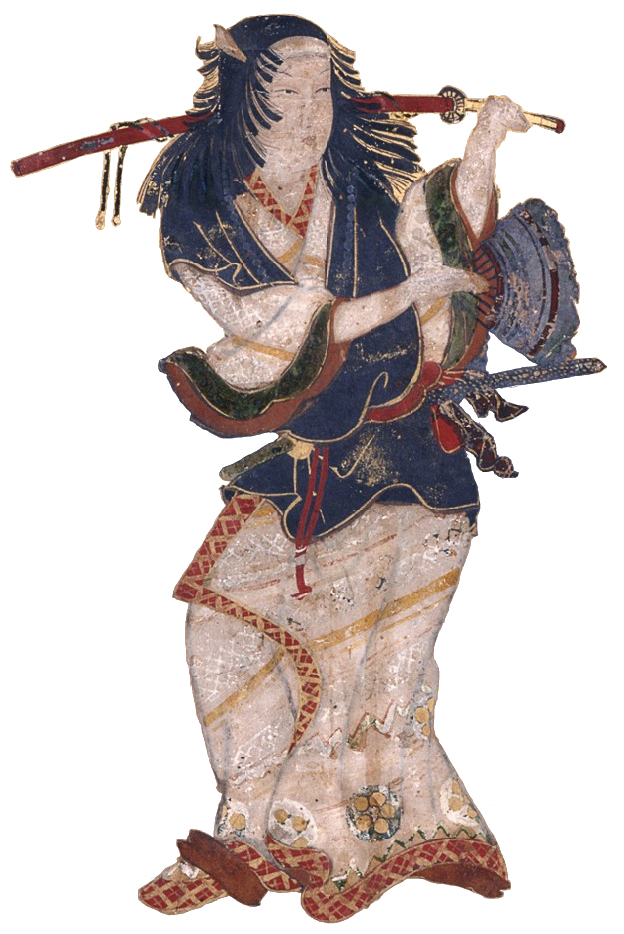
出雲阿国

出雲の阿国像（京都市東山区）

出雲 阿国（いずも の おくに、元亀3年（1572年） - 没年不明(1613年没とも)）は、日本における安土桃山時代、江戸時代前期の女性芸能者。ややこ踊りを基にしてかぶき踊りを創始したことで知られており、このかぶき踊りが様々な変遷を経て、現在の大歌舞伎とチンドン屋が出来上がったとされる。
一般的には、彼女による「阿国歌舞伎」の誕生には名古屋山三郎が関係しているとされ、「山三郎の亡霊の役を演じる男性とともに踊った」といった解説がなされることが多い。
お国が演じていたものは茶屋遊びを描いたエロティックなものであり、お国自身が遊女的な側面を持っていたという可能性も否定できない。
なお、現在では「出雲の阿国」「出雲のお国」と表記されることが一般的であるが、彼女の生存時の歴史資料にはこのような表記は発見されておらず、これらの表記は、口伝を筆記したもの、あるいは、17世紀後半以降、彼女が伝説化してから広まったものと考えられる。

## 生涯

京都国立博物館収蔵『阿國歌舞伎圖屏風』六曲一隻、紙本金地著色（出雲阿国を描いた最古の屏風絵）。

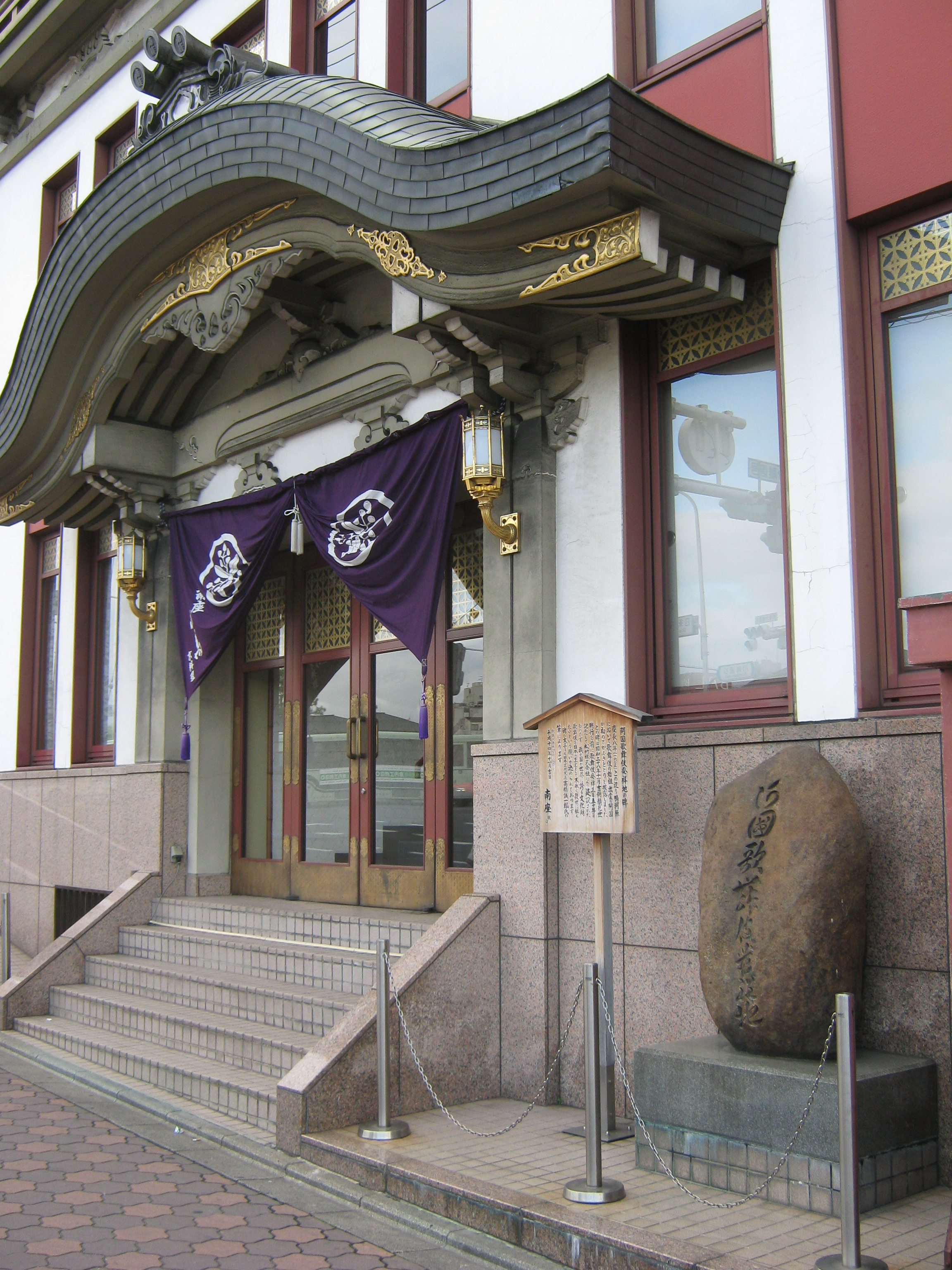
阿国歌舞伎発祥地

出雲国杵築中村の里の鍛冶中村（小村）三右衛門の娘であり、出雲大社の神前巫女となり、文禄年間に出雲大社勧進のため諸国を巡回したところ評判となったとされている。
慶長5年（1600年）に「クニ」なる人物が「ヤヤコ跳」を踊ったという記録（時慶卿記）があり、この「クニ」が3年後の慶長8年（1603年）に「かぶき踊」を始めたと考えられている。
『当代記』によれば京で人気を得て伏見城に参上して度々踊ることがあったという。
当初は四条河原の仮設小屋で興業を行っていたが、やがて北野天満宮に定舞台を張るに至った。
北野天満宮の祠官松梅院の僧禅昌は、阿国の芸と人物に対する最も理解のある有力な庇護者であった。
慶長8年（1603年）5月6日に女院（新上東門院）御所で踊ったという記録があり、文献によって踊ったものの名称が「ヤヤコ跳」「ややこおとり」「かふきおとり」と異なっている。この事と記述の内容から考えて、慶長8年5月からあまり遡らない時期にかぶき踊というあらたな名称が定着したと考えられている。内容面でもかわいらしい少女の小歌踊と考えるややこ踊から、傾き者（かぶきもの）が茶屋の女と戯れる場面を含むようなものに質的に変化したと考えられている。
お国のかぶき踊りは、名古屋山三郎役の男装したお国と、茶屋の娘役として女装したお国の夫・三九朗が濃密に戯れるものであった。一座の他の踊り手も全て異性装を特徴としており、観客はその倒錯感に高揚し、最後には風流踊や念仏踊りと同様に出演者と観客が入り乱れ熱狂的に踊って大団円となった。
このように、お国がかぶき踊りを創始するに際して念仏踊りを取り入れたとする記述が一般向けの解説書や高校生向けの資料集により一般的であるが（山川出版『詳細日本史図説』、『日本の伝統芸能講座 舞踊・演劇』）、この従来説に対して、ややこ踊の一座やお国が念仏踊りを踊った可能性は低いと主張する者もいる。
阿国には夫の他に子供が存在していたといわれている。
阿国は慶長12年（1607年）、江戸城で勧進歌舞伎を上演した後、消息が途絶えた。慶長17年4月（1612年5月）に御所でかぶきが演じられたことがあり、阿国の一座によるものとする説もある。
没年は、慶長18年（1613年）、正保元年（1644年）、万治元年（1658年）など諸説あり、はっきりしない（二代目阿国がいたのではないかという説もある）。出雲に戻り尼になったという伝承もある。
出雲大社近く、生家の中村家の墓の隣に出雲阿国の墓がある。また、京都大徳寺の三玄院にも同様に阿国のものといわれる墓があり、夫であった名古屋山三の墓と共に並んで供養されている。なお、旧暦4月15日（現在では新暦4月15日とも）が「阿国忌」といわれている。

## 阿国の与えた影響
お国一座は京都での人気が衰えると江戸を含め諸国を巡業したが、
かぶき踊は遊女屋で取り入れられ（遊女歌舞伎）、当時各地の城下町に遊里が作られていたこともあり、わずか10年あまりで全国に広まった。
遊女歌舞伎は男装した遊女と遊女の猥雑な掛け合いに、お国一座にはなかった三味線による囃子が付いたもので、お客にとっては遊女の品定めの場であった。
寛永6年（1629年）、江戸幕府が、風紀紊乱の取り締まり、寺社で既に徹底されていた女人禁制との整合性、および、江戸時代になって制度としても全面的に強くなり始めていた男尊女卑（女性差別）の傾向から、女性の芸能者が舞台に立つことを禁止したとされる。

## 資料
「クニ（国）」なる踊り子に関する史料には次のようなものがある。
- 『多聞院日記』の天正10年5月（1582年6月）の条に、「加賀国八歳十一歳の童」が春日大社で「ややこ踊り」を行ったという記事がある。
  - 「於若宮拜屋加賀國八歳十一歳ノヤヤコヲトリト云法樂在之カヽヲトリトモ云一段イタヰケニ面白云々各群集了」
    - 上記を、8歳の加賀、11歳の国という2人の名前と解釈し、逆算して国を1572年生まれとするのが通説化している。しかし、加賀の国出身の8歳・11歳の娘という解釈もあり得る。
- 『時慶卿記』の慶長5年7月1日（1600年8月9日）の条に、京都近衛殿の屋敷で雲州（出雲）のクニと菊の2人が「ややこ踊り」を夜まで演じていたという確実な歴史資料がある。
  - 「近衞殿ニテ晩迄雲州ノヤヤコ跳一人ハクニト云菊ト云二人其外座ノ衆男女十人計在之」
    - 上記により、「クニ」と名乗っていた評判の踊り子がおり近衛という代表的貴族からも破格の好待遇を受けていた一座がいたことがわかる。
- 『当代記』の慶長8年（1603年）4月の条
  - 「此頃カフキ踊ト云事有出雲國神子女名ハ國 ＜但非好女＞出仕京都ヘ上ル縱ハ異風ナル男ノマネヲシテ刀脇差衣裝以下殊異相也彼男茶屋ノ女ト戲ル體有難クシタリ京中ノ上下賞翫スル事不斜伏見城ヘモ參上シ度々躍ル其後學之カブキノ座イクラモ有テ諸國エ下ル江戸右大將秀忠公ハ不見給」
    - 江戸幕府が阿国歌舞伎を快く思っていないということが既に察知されているという事が分かる。
- 『時慶卿記』より遡るものとして次の記録があり、これらも国（クニ）を指す可能性がある。
  - 『御湯殿の上日記』の天正9年9月（1581年10月）の条には、御所で「ややこ踊り」が演じられたと記載されている。
  - 『言経卿記』の天正15年2月（1588年3月）の条には、出雲大社の巫女が京都で舞を踊ったと記載されている。
- 『出雲の阿国 出雲から見た阿国』に阿国の生涯などについて記載されている。
  - 「歌舞伎の祖出雲阿国は、出雲大社の巫女であったといわれ、事実そのように書きしるした江戸時代の記録が数多く残っている。」
  - 「三九郎の出自について、芸能と得意とする奈良の春日大社の神人もしくは隷属民とされ、《芸能を得意とする神人は、はじめ興福寺内の諸坊に参会があると雇われて狂言などを演じていたが、やがて興福寺、春日社以外にも出かけて芸能興行をおこなうてようになる》
- 『千家七種』所収「出雲阿国伝」に阿国の生家が記されている。
  - 《出雲大社宮鍛冶職中村三右衛門カ（コレヨリ以下注釈ナリ）普通書ニハ小村トアリ又阿国カ実家中村ト名乗ルハ杵築の内中村ト云処二居住シタルヲ以テ家号トセル也今中村の南端二鍛冶原ト云畠には処とあり）アリ即チ阿国ガ旧宅の蹟ナリカジ原ト云フハ中村家ハ旧大社ノ鍛冶職ナリシ故ナリ焼シテ今ハ杵築鍛冶屋小路二住ス是同家居住スル二依ツテ町アル也旧来ヨリ杵築二於テ芝居興行時ハ必其芝居座元ヲ勤ムル旧例ナリキ是亦オ国ガ余栄ナルベシ（下略）》

## 関連作品
映画
- 『あばれ大名』（1959年、東映、演：花柳小菊）
- 『柳生一族の陰謀』（1978年、東映、演：大原麗子）

テレビドラマ
- 『柳生一族の陰謀』（1979年、関西テレビ、演：多岐川裕美）
- 『関ヶ原』（1981年、TBS、演：木の実ナナ）
- 『武蔵 MUSASHI』（2003年、NHK大河ドラマ、演：片岡京子）
- 『出雲の阿国』（2006年、NHK金曜時代劇、演：菊川怜）
- 『柳生一族の陰謀』（2008年、テレビ朝日、演：内山理名）
- 『真田丸』（2016年、NHK大河ドラマ、演：シルビア・グラブ）
- 『柳生一族の陰謀』（2020年、NHK BSプレミアム、演：森田望智）

舞台
- 『出雲の阿国』（前進座、原作:有吉佐和子、演：いまむらいづみ（1972年初演）、妻倉和子（2002年初演））
- 『桃山ビート・トライブ』（2017年・2019年、演：星野真里）
- 阿国 OKUNI （ミュージカル）(主演：木の実ナナ)

## その他
- 京都で歌舞伎が演じられてから400年目の2003年、四条河原で「復元阿国歌舞伎」が上演された。（総合演出：野村万之丞、台本：小笠原恭子）[13]